# Praise You
«Praise You» — песня британского бигбит музыканта Fatboy Slim. Она была выпущена третьим синглом из его второго студийного альбома, You’ve Come a Long Way, Baby, в 1999 году. Она добралась до первой позиции британского хит-парада и в Исландии, четвёртого номера в Канаде, шестого в Ирландии и 36-го в Соединённых Штатах.
По состоянию на 1999 год было продано свыше 150 000 копий песни в Соединённых Штатах.

## Музыкальное видео
Клип снят всего за 800 долларов (большинство из которых ушли на покупку бумбокса, еду для актеров и съемочной группы), видео на песню “Praise You” имело огромной успех. Клип снят в партизанском стиле, в кинотеатре за пределами Калифорнии, хотя разрешение на съёмку дано не было. Режиссер Спайк Джонз показывает нам вымышленную танцевальную группу «Torrance Community Dance Group», танцующую убогий, но привлекательный танец перед зеваками. В один момент, работник кинотеатра выходит, и фактически выключает музыку, но это не мешает ребятам завершить своё действо. В 1999 году на MTV Video Music Awards этот клип был указан в номинации «лучшее танцевальное видео», а также выиграл три главных награды: прорыв года, лучшая хореография и лучшая режиссура.

## Хит-парады и сертификация
| Хит-парад (1999)                           | Высшая позиция |
| ------------------------------------------ | -------------- |
| Австралия (ARIA)                           | 28             |
| Австрия (Ö3 Austria Top 40)                | 31             |
| Бельгия/Фландрия (Ultratip Bubbling Under) | 2              |
| Канада (RPM Top Singles)                   | 4              |
| Канада (RPM Adult Contemporary)            | 39             |
| Канада (RPM Dance/Urban)                   | 9              |
| Канада (RPM Rock/Alternative)              | 15             |
| Германия (GfK)                             | 55             |
| Iceland (Íslenski Listinn Topp 40)         | 1              |
| Ирландия (IRMA)                            | 6              |
| Нидерланды (Dutch Top 40)                  | 32             |
| Нидерланды (Single Top 100)                | 46             |
| Новая Зеландия (Recorded Music NZ)         | 11             |
| Poland (LP3)                               | 39             |
| Шотландия (OCC Scotland)                   | 1              |
| Швеция (Sverigetopplistan)                 | 32             |
| Швейцария (Schweizer Hitparade)            | 44             |
| Великобритания (OCC UK Singles)            | 1              |
| Великобритания (OCC UK Dance)              | 1              |
| Великобритания (OCC UK Indie)              | 1              |
| США (Billboard Hot 100)                    | 36             |
| США (Billboard Adult Pop Airplay)          | 19             |
| США (Billboard Alternative Airplay)        | 2              |
| США (Billboard Pop Airplay)                | 22             |

| Хит-парад (2019)                 | Высшая позиция |
| -------------------------------- | -------------- |
| США (Billboard Dance Club Songs) | 1              |

| Хит-парад (1999)         | Позиция |
| ------------------------ | ------- |
| Canada Top Singles (RPM) | 30      |

| Хит-парад (2019)                | Позиция |
| ------------------------------- | ------- |
| US Dance Club Songs (Billboard) | 30      |

| Регион                                                                      | Сертификация  | Продажи   |
| --------------------------------------------------------------------------- | ------------- | --------- |
| Великобритания (BPI)                                                        | 2× Платиновый | 1 200 000 |
| Данные о продажах + прослушиваниях приведены только на основе сертификации. |               |           |